# Пискунов, Михаил Степанович
Михаи́л Степа́нович Пискуно́в (21 ноября 1915, село Смирново, Дивеевский район, Нижегородская область — 17 февраля 1995, Москва) — советский офицер, участник Великой Отечественной войны, Герой Советского Союза (1945), генерал-майор танковых войск (1954). В феврале—марте 1945 года, в звании гвардии подполковника, командовал 50-й гвардейской танковой бригадой 9-го гвардейского Уманского танкового корпуса 2-й гвардейской танковой армии 1-го Белорусского фронта.

## Биография
Родился 21 ноября 1915 года в селе Смирново ныне Дивеевского района Нижегородской области в семье крестьянина, русский. Окончил семь классов. После окончания школы ФЗУ в городе Кулебаки работал слесарем-ремонтником сельхозмашин в селе Смирново.
В Красной Армии с октября 1934 года. В 1937 году окончил Орловское бронетанковое училище. Служил командиром тяжёлого танка, командиром взвода, командиром роты в 5-й отдельной тяжёлой танковой бригаде Киевского особого военного округа в городе Житомир. В августе 1941 года окончил Военную академию механизации и моторизации РККА. Член ВКП(б) с 1940 года.
На фронтах Великой Отечественной войны с апреля 1942 года. Был заместителем начальника штаба, начальником штаба танковой бригады, начальником оперативного отдела танкового корпуса, заместителем командира и командиром танковой бригады. Воевал на Западном, Калининском, Юго-Западном, Центральном, 2-м Украинском, 1-м Белорусском фронтах. В боях трижды ранен.
Участвовал:
- в боях за город Ржев, в контрнаступлении под Сталинградом, в боях в районе станции Обливская и посёлка Тормосин – в 1942 году;
- в боях в Ростовской области, в сражении на Курской дуге, в Черниговско-Припятской операции – в 1943;
- в Корсунь-Шевченковской, Уманско-Ботошанской операциях, в том числе в освобождении города Умань, форсировании рек Южный Буг, Днестр с выходом на советско-румынскую границу, в Люблин-Брестской операции, в форсировании реки Западный Буг, в освобождении Польши с выходом к предместьям Варшавы – в 1944;
- в Варшавско-Познанской, Восточно-Померанской операциях, в том числе в освобождении городов Жирардув, Кутно, Иновроцлав, Гюльцов, Штаргард, в Берлинской операции и уличных боях в Берлине – в 1945.

Исполняя обязанности командира 50-й гвардейской танковой бригады 9-го гвардейского танкового корпуса, гвардии подполковник Пискунов управлял бригадой в боях 1—10 марта 1945 года при прорыве Померанского вала. С передовым отрядом внезапно ворвался в город Гюльцов (Гольчево, Польша) и с ходу занял его. Бригада нанесла противнику значительный урон в живой силе и технике. 
Указом Президиума Верховного Совета СССР от 31 мая 1945 года за образцовое выполнение боевых заданий командования на фронте борьбы с немецко-фашистскими захватчиками и проявленные при этом мужество и героизм гвардии подполковнику Пискунову Михаилу Степановичу присвоено звание Героя Советского Союза с вручением ордена Ленина и медали «Золотая Звезда» (№ 7425).
После войны служил командиром 66-го гвардейского танкового полка 12-й гвардейской танковой дивизии в составе Группы советских оккупационных войск в Германии. В декабре 1950 года с золотой медалью окончил Военную академию Генерального штаба. Служил начальником 7-го отдела штаба бронетанковых и механизированных войск. С ноября 1952 года командовал 28-й гвардейской механизированной дивизией. С мая 1954 года — генерал-майор танковых войск. С 1956 года - старший преподаватель, затем заместитель начальника факультета Военной академии Генерального штаба. Кандидат военных наук, доцент.
С 1976 года генерал-майор М. С. Пискунов — в запасе. Жил в Москве. До выхода на заслуженный отдых заведовал лабораторией методики начальной военной подготовки Республиканского учебно-методического кабинета Государственного комитета по профтехобразованию. Умер 17 февраля 1995 года. Похоронен в Москве на Троекуровском кладбище (участок 3).

## Память о Герое
- Почётный солдат воинской части.
- Именем Героя названа улица в родном селе.
- На территории завода «Красное Сормово» стоит танк Т-34-85 № 422 (заводской номер 10083), на котором М. С. Пискунов с боями прошёл от Варшавы до Берлина[3].

## Награды
- Медаль «Золотая Звезда» (31.05.1945)
- Орден Ленина (31.05.1945)
- Четыре ордена Красного Знамени (14.03.1943, 30.04.1944, 16.12.1944, 05.11.1954)
- Два ордена Отечественной войны 1-й степени (08.08.1944, 06.04.1985)
- Орден Красной Звезды (15.11.1950)
- Орден «За службу Родине в Вооружённых Силах СССР» 3-й степени (№ 4299 от 30.04.1975)
- Медали «За боевые заслуги» (05.11.1946), «За освобождение Варшавы», «За взятие Берлина», «За победу над Германией» и другие